# Atholus
Atholus (лат.) — род жуков-карапузиков из подсемейства Histerinae (триба Histerini, Histeridae). Более 70 видов. Почти космополитная группа, встречается в большинстве регионов, кроме Антарктиды и Австралии, в основном в Юго-Восточной Азии. Для фауны стран бывшего СССР указывалось 9 видов.

## Описание
Мелкие жуки-карапузики, длина тела 2—5 мм. Тело овальное или продолговато-овальное, умеренно выпуклое или слабо вдавленное, обычно однородно чёрное или редко с красной макулой на надкрыльях; усики, ноги и ротовые органы обычно пестрые. Характеризуются сочетанием следующих признаков: передний край мезостернума снаружи дугообразный, но иногда срединная часть узко выгнута внутрь; передне-латеральный угол передних голеней несёт 2 или 3 зубца, зубцы тесно прилегают друг к другу; профеморальная полоса неполная, или почти полная, или, по крайней мере, представлена половиной, но не короткая; поверхность переднеспинки обычно с выемкой в пределах передне-латерального угла боковой полосы.
Голова с лобной полосой, идущей вдоль края на небольшом расстоянии, середина полосы обычно изогнута внутрь (иногда под углом); поверхность лба иногда выемчатая. Пронотум обычно с одной боковой полосой, задняя часть полосы часто укорочена, редко с 2 или 3 полосами; краевые полосы венечные и полные или редко укороченные; за передним углом имеется более или менее глубокая выемка, которая у большинства видов грубо и густо пунктирована. Надкрылья сильно полосатые; субгумерные полосы отсутствуют или рудиментарно присутствуют медиально; косая плечевая полоса обычно слегка вдавлена на базальной трети; 1—4-я дорсальные полосы обычно полные, 5-я и подкрыловые полосы полные или укороченные базально; редко апикальные концы этих полос расширяются внутрь. Пропигидий и пигидий крупно или мелко пунктированы.
Хищники, питаются личинками других насекомых, живут в навозе, реже встречаются в разлагающихся растительных остатках или на падали.

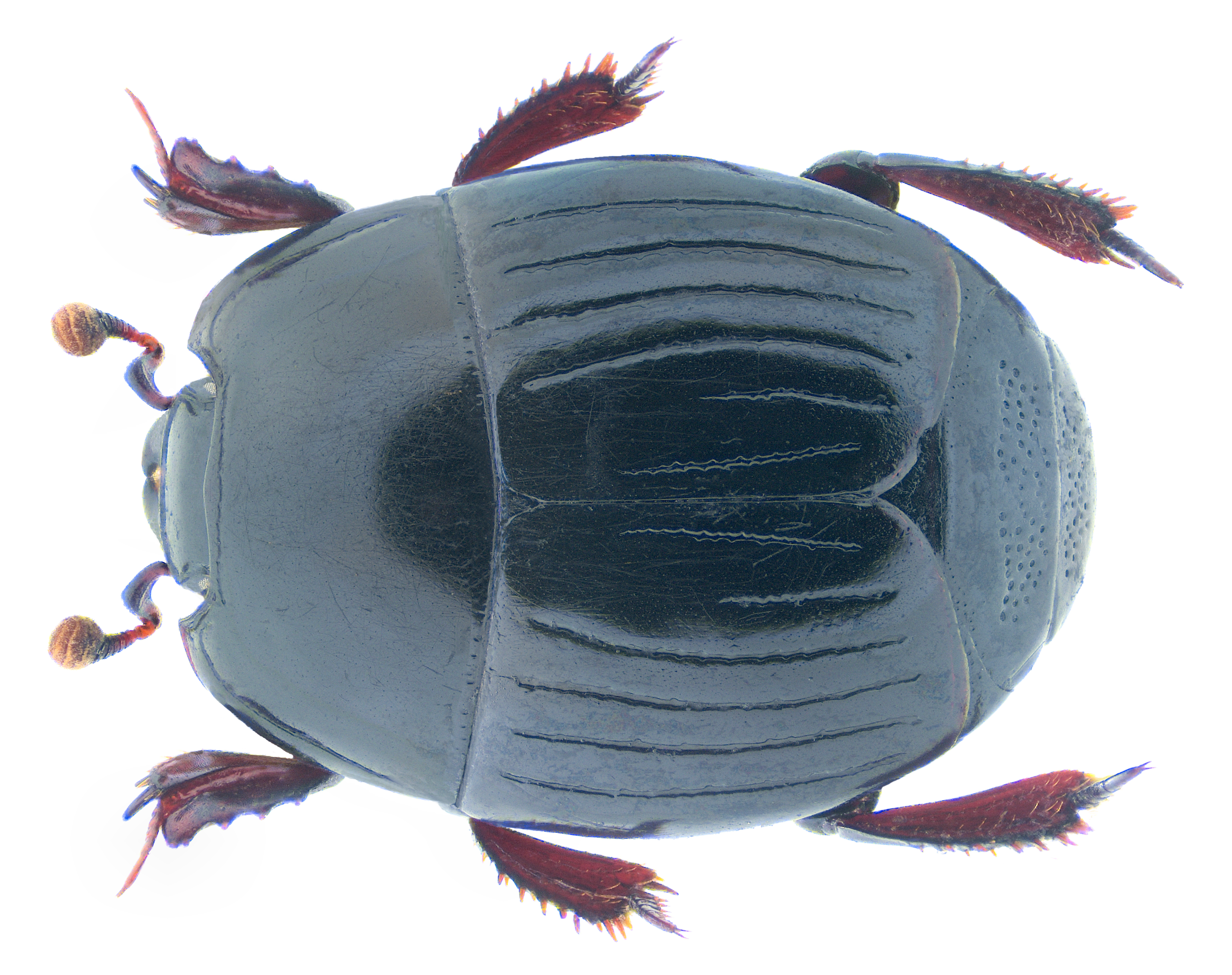
Atholus gestroi
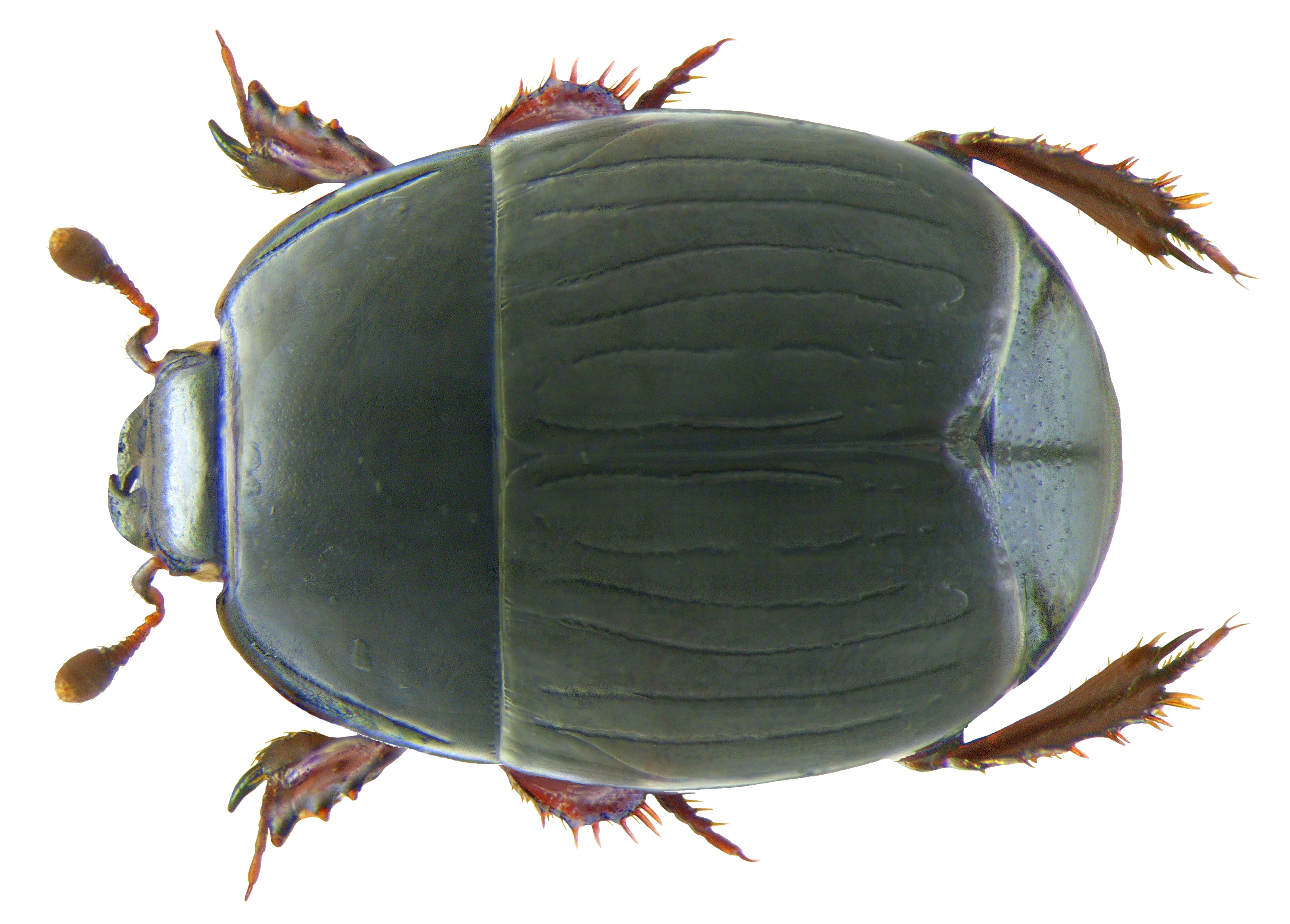
Atholus duodecimstriatus
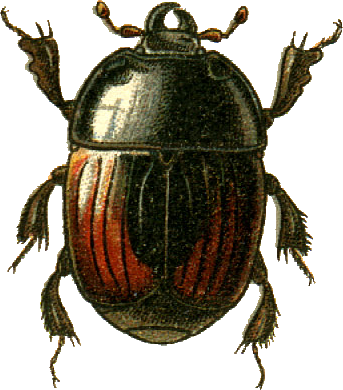
Atholus scutellaris
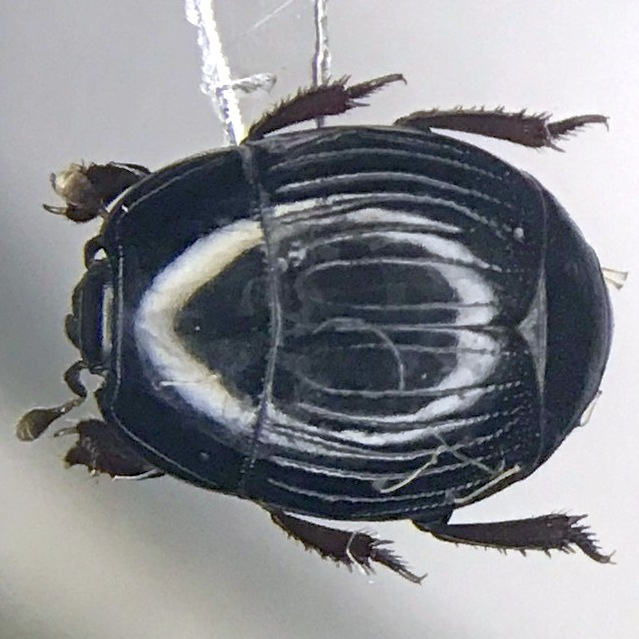
Atholus sedecimstriatus
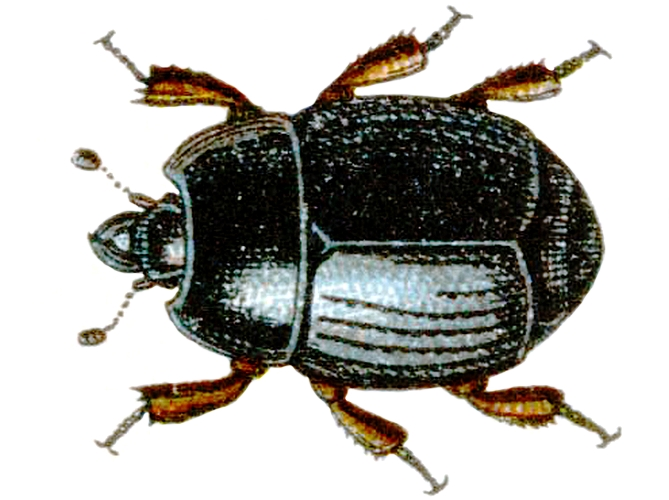
Atholus corvinus

## Классификация
Более 70 видов. Род был впервые выделен в 1859 году шведским энтомологом Карлом Густафом Томсоном (1824—1899). Ранее Atholus рассматривался в качестве подрода в составе обширного рода Hister.
- Atholus aequistrius (Marseul, 1854)
- Atholus americanus (Paykull, 1811)
- Atholus amplificipes Mazur, 2013
- Atholus arcatus (Lewis, 1908)
- Atholus arrowi (Desbordes, 1923)
- Atholus astragali Olexa, 1987
- Atholus atricolor Lewis, 1907
- Atholus baberii (Lewis, 1901)
- Atholus bakeri (Bickhardt, 1914)
- Atholus bifrons (Marseul, 1854)
- Atholus bimaculatus (Linnaeus, 1758)
- Atholus bolteri Wenzel, 1944
- Atholus brancuccii Mazur, 2013
- Atholus cinctipygus (Lewis, 1900)
- Atholus cochinchinae (Schmidt, 1889)
- Atholus coelestis (Marseul, 1857)
- Atholus concordans (Marseul, 1870)
- Atholus confinis (Erichson, 1834)
- Atholus conformis (Erichson, 1834)
- Atholus corvinus (Germar, 1817)
- Atholus crenatifrons (Lewis, 1899)
- Atholus cycloides (Burgeon, 1939)
- Atholus daldorffi (Bedel, 1906)
- Atholus debeauxi (Moro, 1942)
- Atholus dentipes (Lewis, 1892)
- Atholus depistor (Marseul, 1873)
- Atholus duodecimstriatus (Schrank, 1781)
- Atholus erichsoni Lundgren in Johnson et al., 1991
- Atholus euphorbiae (Peyerimhoff, 1925)
- Atholus falli (Bickhardt, 1912)
- Atholus famulus (Lewis, 1892)
- Atholus gestroi (Schmidt, 1897)
- Atholus goudotii (Marseul, 1854)
- Atholus graueri (G. Müller, 1944)
- Atholus helferi (Reichardt, 1932)
- Atholus holzschuhi Olexa, 1988
- Atholus hucheti Gomy, 2004
- Atholus infirmus (Schmidt, 1889)
- Atholus khnzoriani Olexa, 1982
- Atholus kuijteni Kanaar, 1983
- Atholus laequatus (Lewis, 1905)
- Atholus lao Mazur, 2013
- Atholus levis Mazur, 2013
- Atholus maindronii (Lewis, 1901)
- Atholus malaysi Lewis, 1908
- Atholus minutus Ross, 1940
- Atholus myrmidon (Marseul, 1861)
- Atholus nitidissimus Desbordes, 1925
- Atholus nubilus (J. L. LeConte, 1859)
- Atholus omar (Lewis, 1913)
- Atholus paganettii (Bickhardt, 1911)
- Atholus peloponnesus Kapler, 1992
- Atholus perplexus (J. L. LeConte, 1863)
- Atholus philippinensis (Marseul, 1854)
- Atholus pinnulae (Lewis, 1900)
- Atholus pirithous (Marseul, 1873)
- Atholus praetermissus (Peyron, 1856)
- Atholus relictus (Marseul, 1870)
- Atholus rubricatus (Lewis, 1897)
- Atholus rudesculptus (Reichardt, 1922)
- Atholus scutellaris (Erichson, 1834)
- Atholus sedecimstriatus (Say, 1825)
- Atholus sessilis (Lewis, 1899)
- Atholus siculus (Tournier, 1869)
- Atholus silvicola (Lewis, 1901)
- Atholus singalanus (Marseul, 1880)
- Atholus somali (Lewis, 1885)
- Atholus staudingeri (Schmidt, 1889)
- Atholus striatipennis (Lewis, 1892)
- Atholus striatithorax Desbordes, 1930
- Atholus tenuistriatus (Lewis, 1889)
- Atholus terraemotus (Lewis, 1900)
- Atholus tetricus (Lewis, 1902)
- Atholus tornatus (J. L. LeConte, 1880)
- Atholus torquatus (Marseul, 1854)
- Atholus vacillans (Lewis, 1900)
- Atholus viennai Secq, 2000
- Atholus yelamosi Gomy, 2011